# Matthias Kirchner
Matthias Kirchner (* 1735 in Hall in Tirol; † 1805 in Kitzbühel) war ein österreichischer Barockmaler.

## Leben
Der aus Hall stammende Kirchner erhielt nach dem Tod Simon Benedikt Faistenbergers 1759 das Bürgerrecht in Kitzbühel, wo er bis zu seinem Tod als Maler tätig war. Er schuf Fresken und Tafelbilder für Kirchen im Raum Kitzbühel, aber auch Blumen- und Früchtestillleben und gilt als der letzte bedeutende Barockmaler der Region. Stilistisch steht er dem Augsburger Rokoko eines Matthäus Günther nahe. Für seine Tafelbilder dienten ihm häufig Kupferstiche von Martin Schedel als Vorbild. 

## Werke

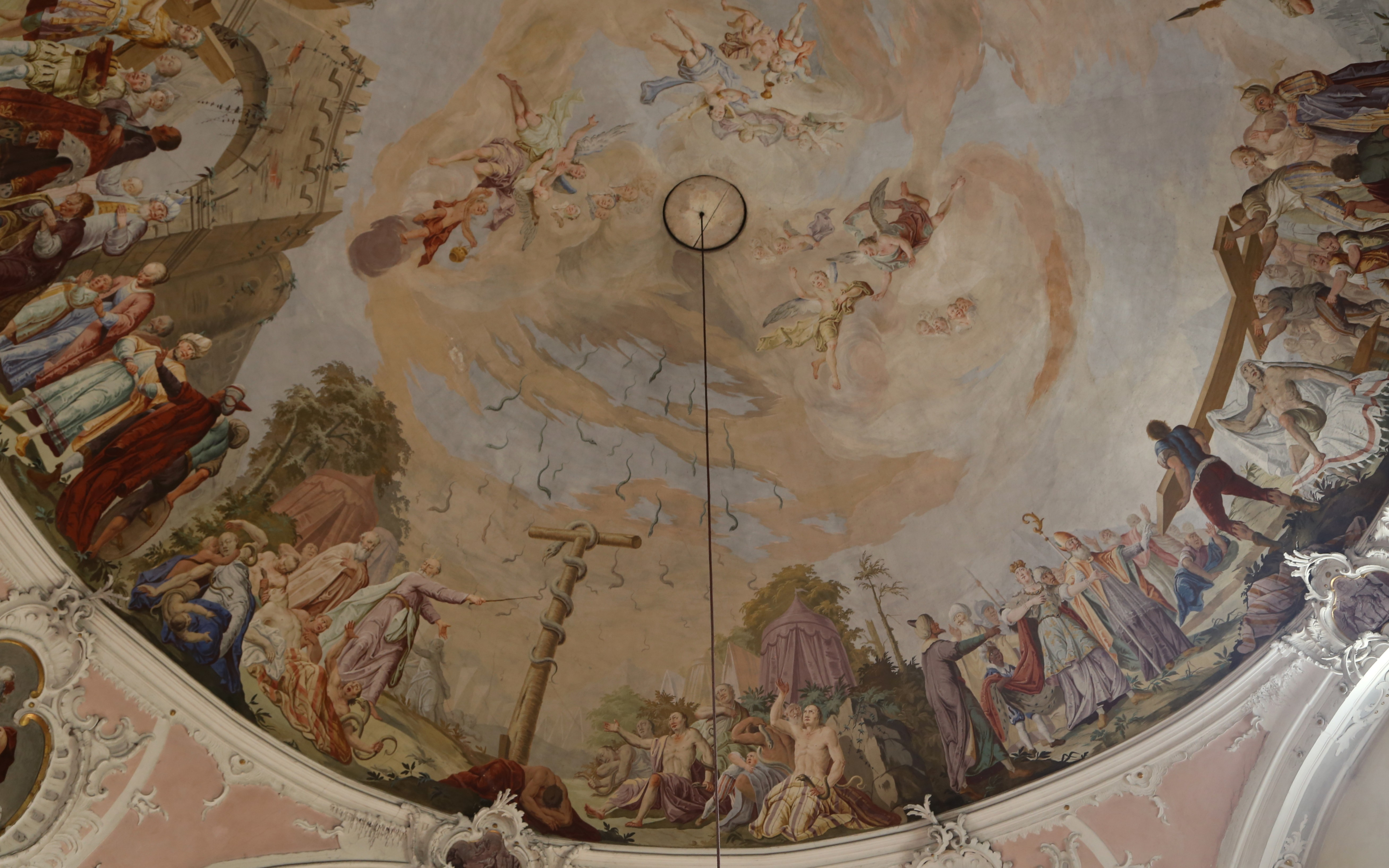
Deckenfresko Anbetung der Ehernen Schlange, Pfarrkirche Going (um 1775)

- Fresken, Wallfahrtskapelle am Kirchanger, Kirchberg in Tirol, um 1770[1]
- Deckenfresken, Pfarrkirche Westendorf, 1774
- Deckenfresken, Pfarrkirche Going am Wilden Kaiser, um 1775[2]
- Ostergrab, Pfarrkirche Going, um 1780
- Deckenfresken, Pfarrkirche Aschau im Spertental, 1783
- Deckenfresko Verherrlichung des Altarsakraments und Wandgemälde Mannaregen und Eherne Schlange, Stadtpfarrkirche Kitzbühel, 1786[3]
- Deckenbild im Chor, Pfarrkirche Aurach bei Kitzbühel, um 1790[4]
- Deckenfresken, Pfarrkirche Scheffau am Wilden Kaiser, 1798[5]
- Gewölbefresken, Bärnstattkapelle, Scheffau am Wilden Kaiser, 1798[6]